# ميشال غرابوسكي
ميشال غرابوسكي (بالبولندية: Michał Grabowski)‏ (25 سبتمبر 1804، روفنو في أوكرانيا - 17 نوفمبر 1863، وارسو في بولندا)؛ روائي روسي-بولندي.